# Geely EC7
O EC7 é um automóvel sedan médio de quatro portas, produzido pela montadora chinesa Geely. Possui motor 1.8 16V, 130 cv, com bloco em alumínio. Após a descontinuidade da marca "Emgrand", o EC7 foi simplesmente comercializado como o Geely Emgrand ou o Geely New Emgrand na China.